# قدگرایی
تبعیض به خاطر قد یا قدگرایی پیش‌داوری یا تبعیض علیه افراد بر اساس قد است. در اصل به رفتار تبعیض آمیز با افرادی گفته می‌شود که قد آنها در محدوده قد قابل قبول عادی در یک جمعیت نیست. مطالعات مختلف نشان داده‌اند که قد کمتر از حد قابل قبول یک عامل قلدری است و معمولاً به صورت ریزپرخاشگری‌های ناخودآگاه ظاهر می‌شود.
تحقیقات نشان می‌دهد که افراد اغلب از قد به عنوان یک عامل برای اندازه‌گیری وضعیت اجتماعی و تناسب اندام استفاده می‌کنند. هر دو ارتباط اکتشافی و شناختی و ناخودآگاه بین قد و صفات ذکر شده نیز در هنگام ارزیابی مردان قوی تر از زنان است.

## در حقوق
در حال حاضر، ایالت میشیگان ایالات متحده تبعیض بر اساس قد را غیرقانونی می‌داند.